# Sony Reader Touch Edition

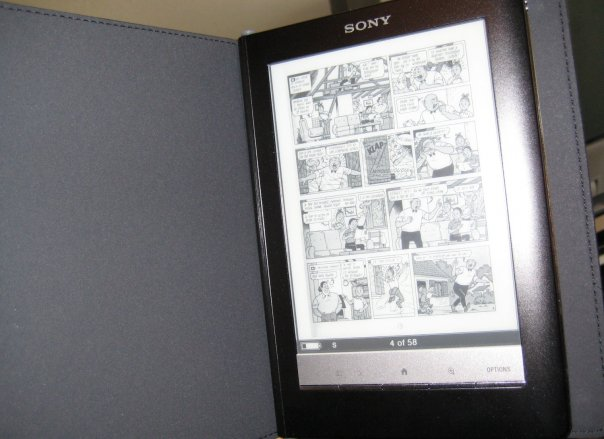
La liseuse

Sony Reader Touch Edition (PRS-600) est un livre électronique conçu par la société Sony et annoncé en août 2009. Cet appareil de lecture utilise la technologie des écrans équipés du papier électronique. Cette technologie rend possible une lecture similaire à celle sur support papier.